# Karl-Eduard von Schnitzler
Karl-Eduard von Schnitzler (Berlino, 28 aprile 1918 – Zeuthen, 20 settembre 2001) è stato un conduttore televisivo tedesco (tedesco orientale fino al 1990).
Attraverso la sua attività di autore e presentatore di programmi televisivi, è stato tra i maggiori e più influenti propagandisti della Repubblica Democratica Tedesca.

## Biografia
Karl-Eduard von Schnitzler nacque nel 1918 nel quartiere berlinese di Dahlem; il padre Julius-Eduard era discendente di una famiglia mercantile originaria di Colonia (era stato console generale dell’Imperatore Guglielmo ad Anversa e tenente nell’esercito prussiano).  
Nel 1932, mentre frequentava il collegio a Bad Godesberg, si avvicinò agli ideali socialisti, aderendo alla sezione giovanile del SPD.
Nel 1937 si iscrisse alla facoltà di medicina dell'Università di Friburgo, ma presto abbandonò gli studi, dedicandosi a condurre una piccola azienda di consegne a domicilio. 
Allo scoppio della Seconda guerra mondiale Von Schnitzler venne arruolato dalla Wehrmacht; nel 1944 fu fatto prigioniero dalle truppe britanniche e recluso nel campo di prigionia di Ascot. Dopo che ebbe professato il suo distacco dal nazismo venne scarcerato; in seguito divenne conduttore radiofonico per i programmi in tedesco della BBC. 
A guerra terminata, nel 1945 fece ritorno in Germania, precisamente nella Zona di occupazione britannica a Colonia, dove continuò a svolgere l’attività di speaker presso la Nordwestdeutscher Rundfunk; nel 1947 fu tuttavia costretto a dimettersi poiché accusato di fare propaganda filocomunista. Von Schnitzler decise pertanto di trasferirsi nella Zona di occupazione sovietica, ove venne assunto alla Berliner Rudfunk.  
Nel 1948 aderì al SED e nel 1952 (tre anni dopo l’istituzione della Repubblica Democratica Tedesca) passò a lavorare all’emittente pubblica Rundfunk der DDR.
Negli anni Cinquanta iniziò anche a realizzare e condurre alcuni programmi televisivi: il suo impegno maggiore fu, dal 1960 al 1989, Der schwarze Kanal, trasmissione di propaganda che analizzava la programmazione delle emittenti tedesco-occidentali (largamente seguite, pur in modo clandestino, anche nella Germania socialista) al fine di evidenziare quelle che, dal punto di vista della DDR, erano falsità e mistificazioni. Il programma di von Schnitzler durò fino all'ottobre del 1989 e venne cancellato quando la crisi politica della Repubblica Democratica Tedesca era ormai conclamata. 
Negli anni Novanta von Schnitzler scrisse alcuni articoli satirici per la rivista Titanic. Inoltre continuò a svolgere attività politica nel piccolo Partito Comunista di Germania. 
Nel 1999 si ritirò a Zeuthen dove morì nel 2001.